# Cementerio militar alemán de Sandweiler
El Cementerio militar alemán de Sandweiler (en luxemburgués: Däitschen Zaldotekierfecht zu Sandweiler; alemán: Volksbund Deutsche Kriegsgräberfürsorge; en francés: Cimetière militaire allemand de Sandweiler ) es un cementerio de la Segunda Guerra Mundial en Sandweiler, en el sur de Luxemburgo. Contiene las tumbas de 10.913 soldados alemanes de la batalla de las Ardenas que se produjo en el invierno 1944 y la primavera de 1945. De ellos, 5.599 fueron enterrados por el servicio estadounidense de tumbas de guerra durante el conflicto, por su parte las bajas estadounidenses fueron enterradas en el cementerio y monumento estadounidense de Luxemburgo a unos 1,5 kilómetros (0,93 millas) de distancia en Hamm.
Después de la guerra, a raíz de un acuerdo alcanzado en 1952 entre el Gran Ducado de Luxemburgo y la República Federal de Alemania, 5.286 soldados fueron trasladados a Sandweiler desde 150 cementerios diferentes a lo largo de Luxemburgo. 

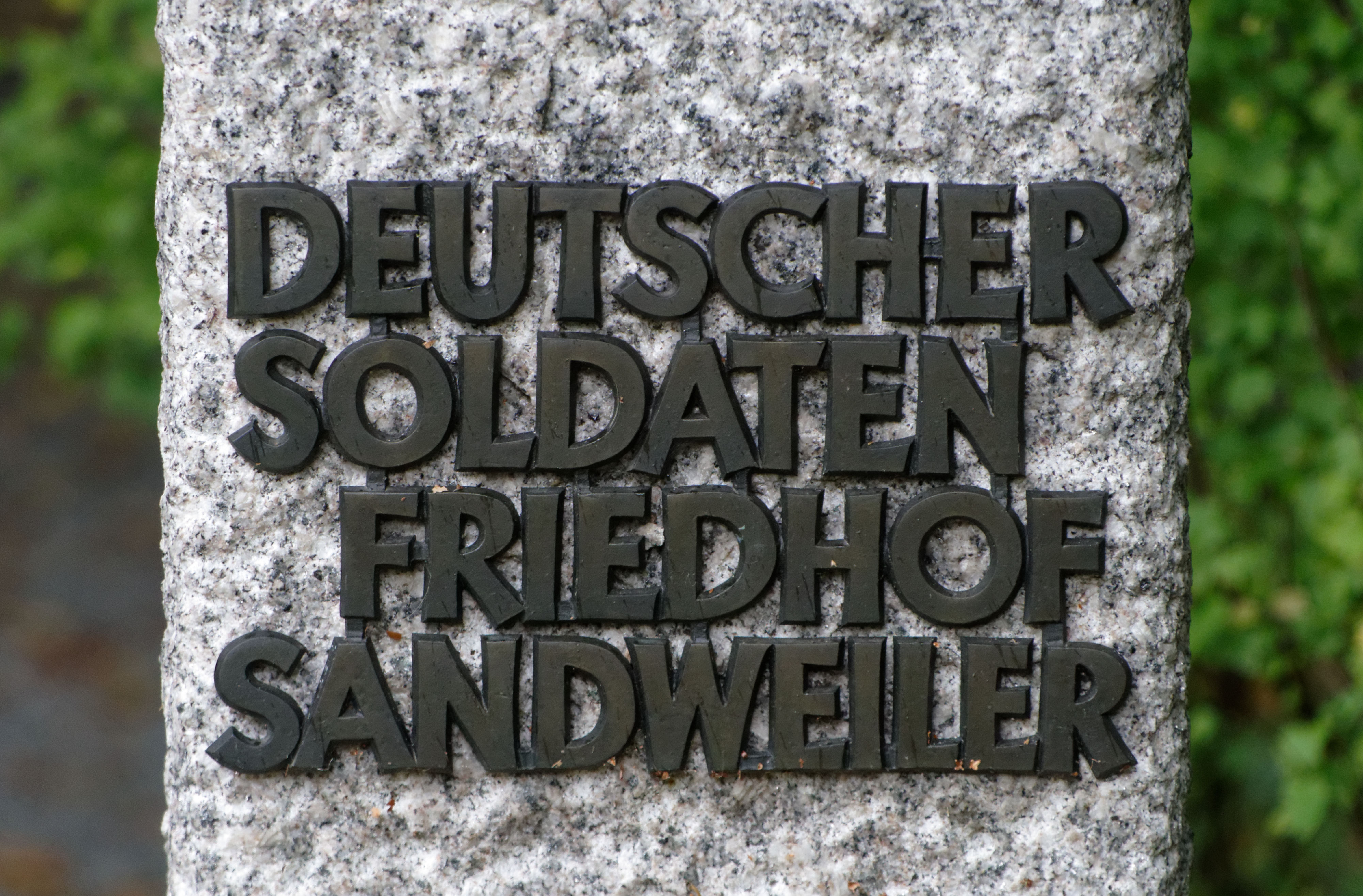
Zugang zur Kriegsgräberstätte
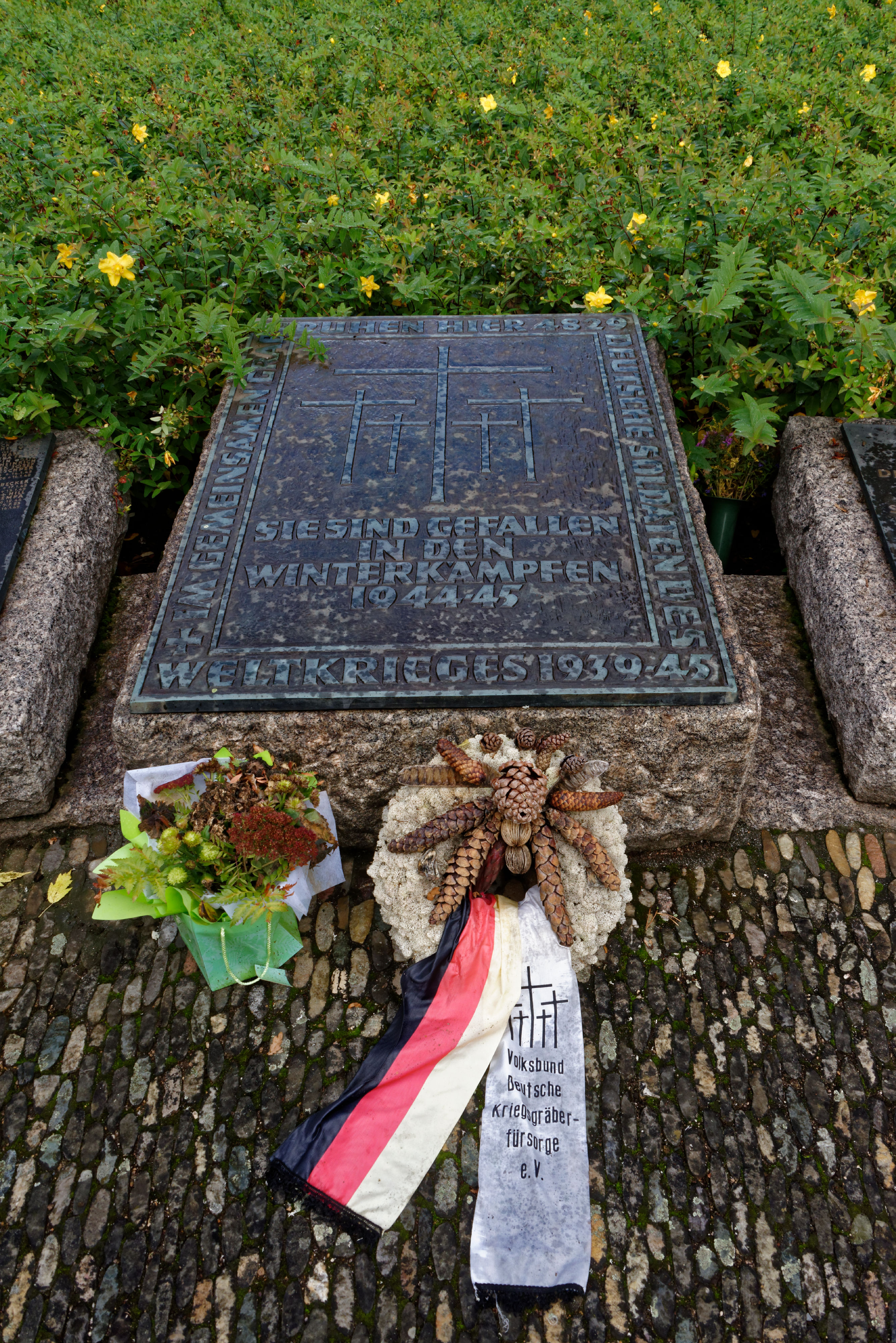
Platte auf dem Massengrab
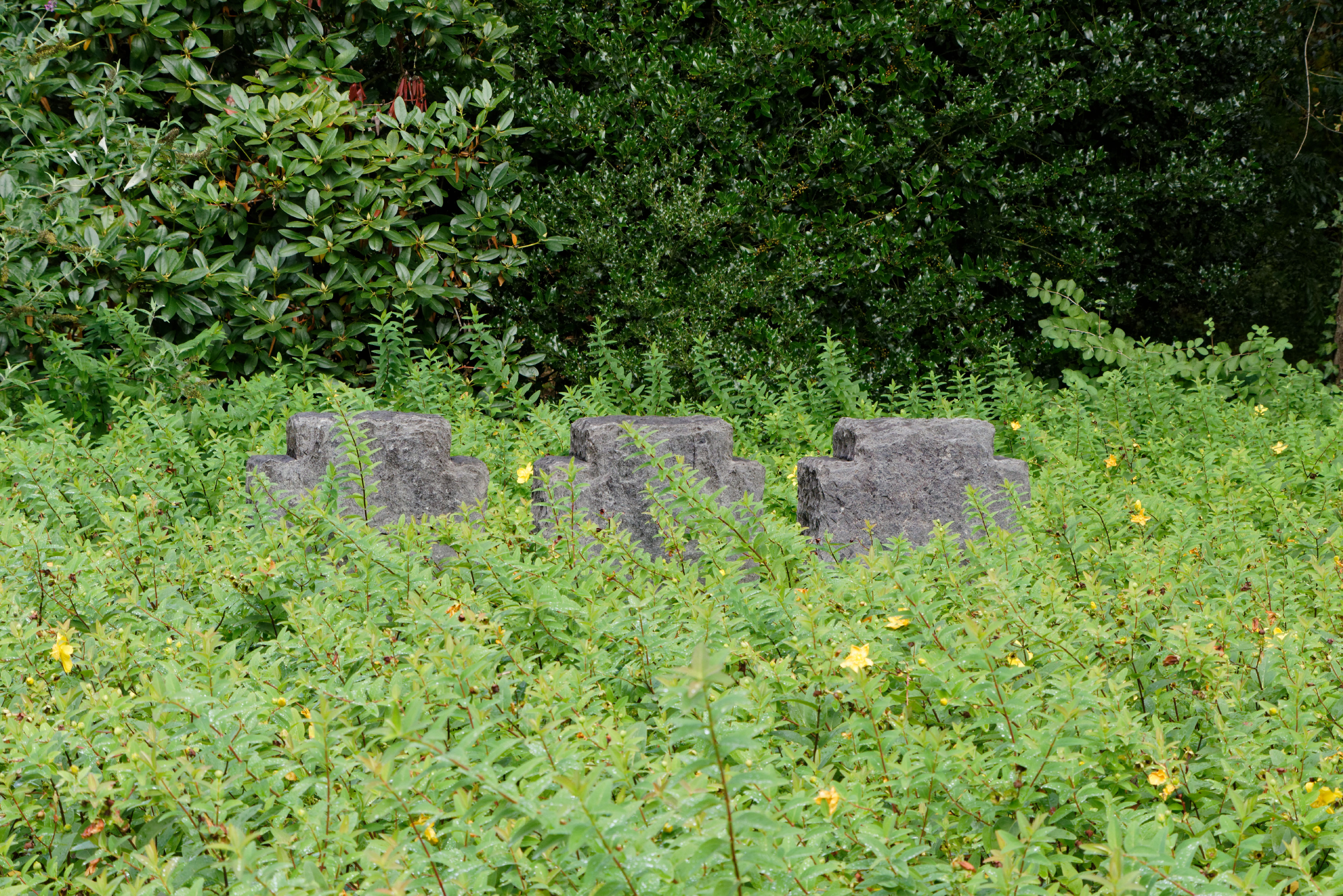
Anonyme Kreuze auf dem Massengrab
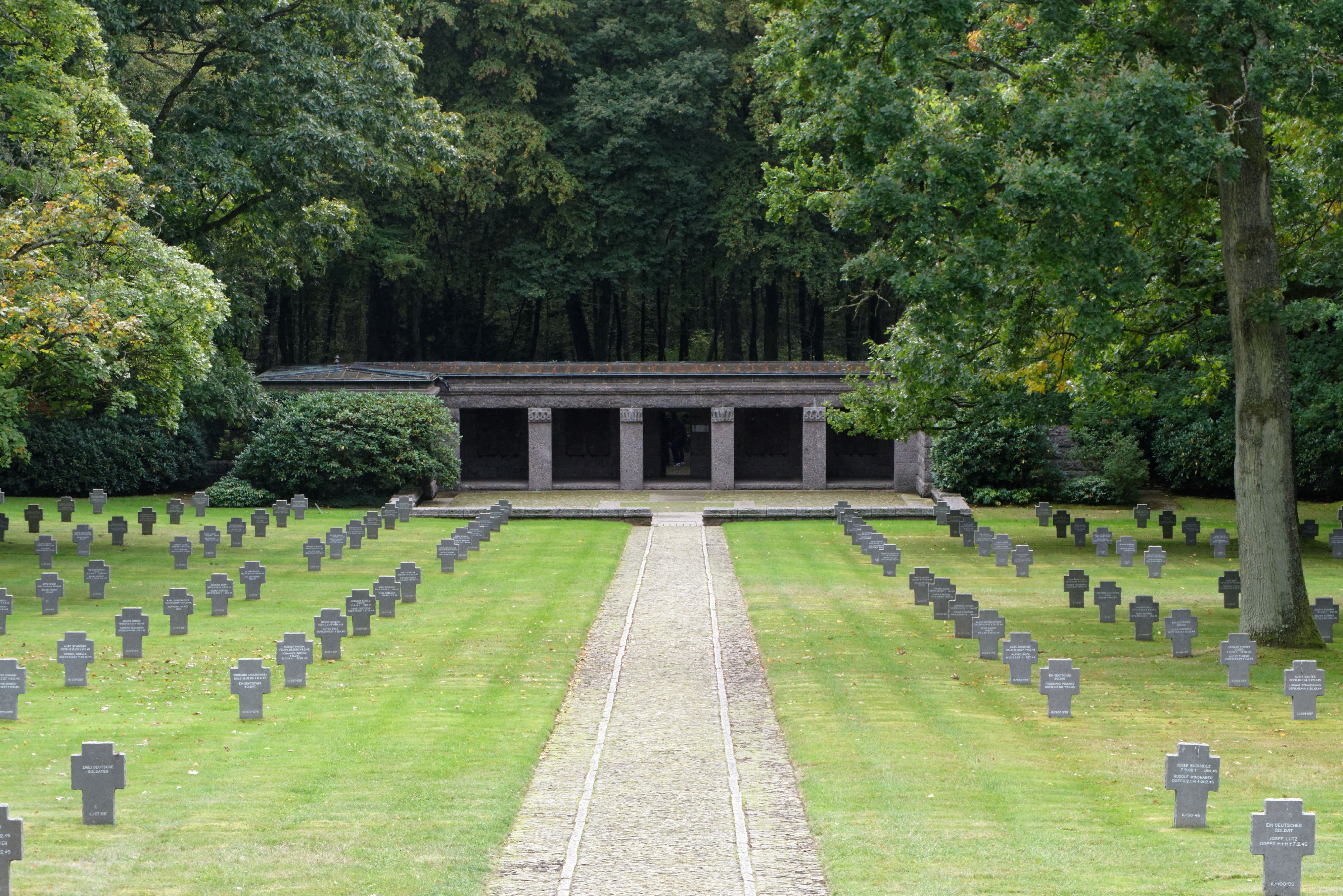
Eingangsbereich vom Mahnmal aus gesehen
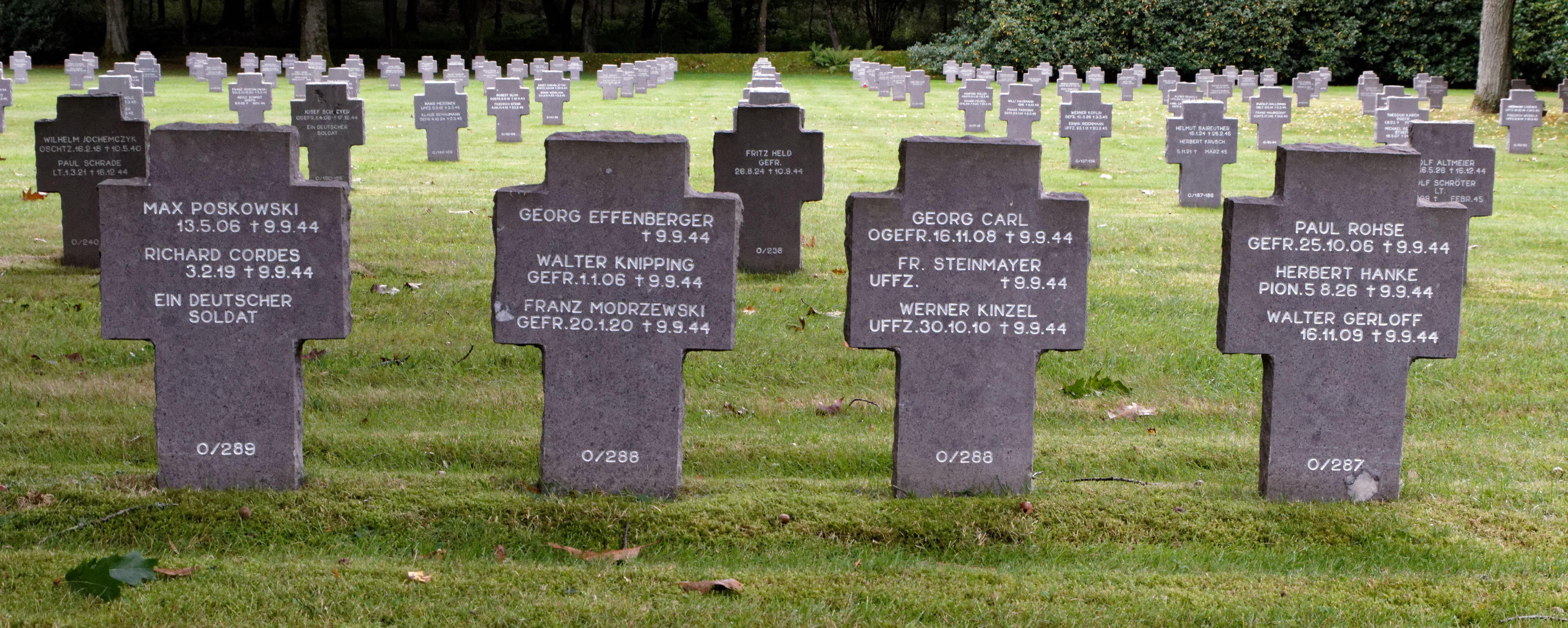
Gruppe gemeinsam gefallener Soldaten mit dreifacher Beschriftung
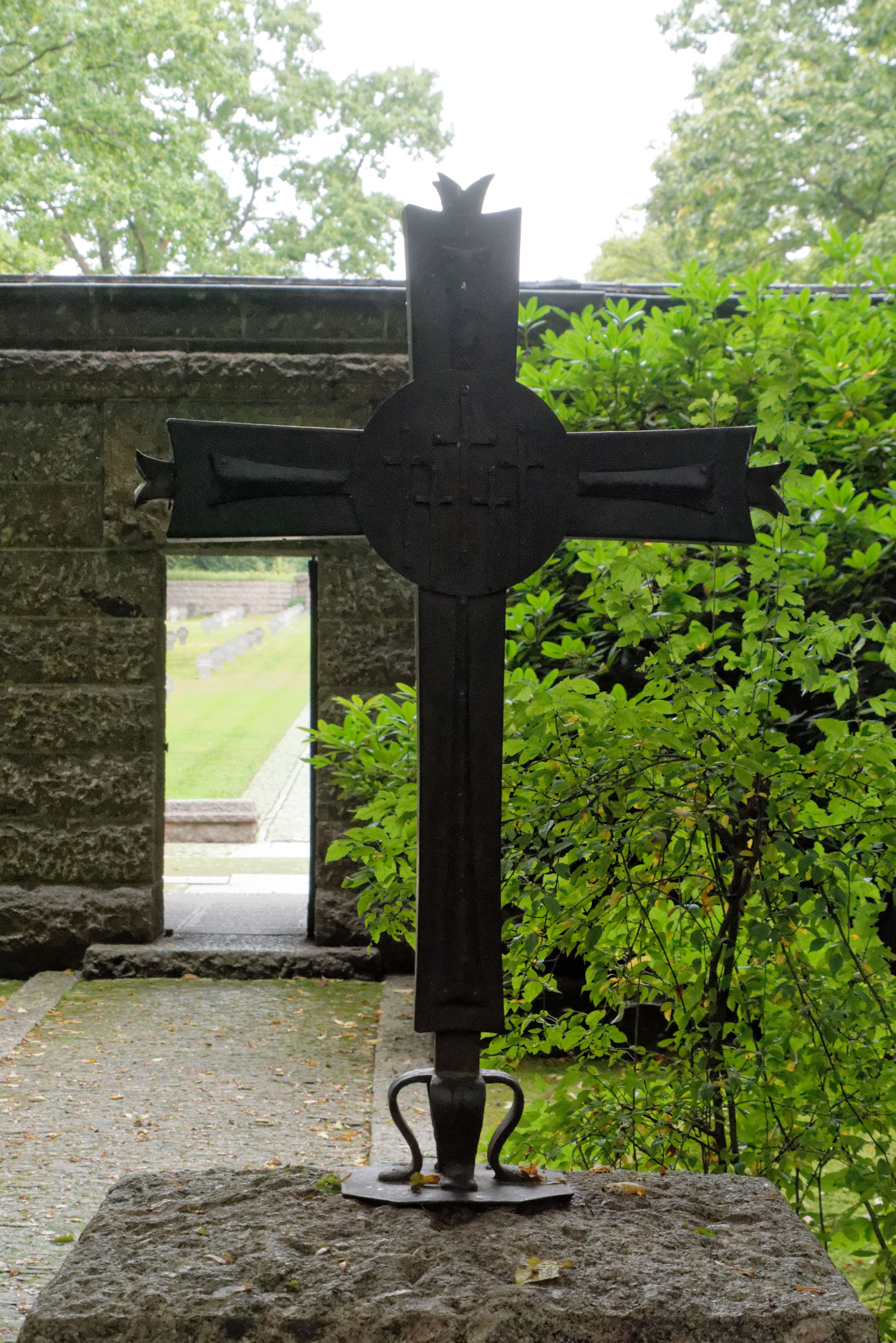
Das nach dem Diebstahl neu aufgestellte Kreuz